# Michael Stürmer
Michael Martin Stürmer (* 29. September 1938 in Kassel) ist ein deutscher Historiker und Journalist. Er lehrte von 1972 bis 1973 als Professor für Neuere Sozialgeschichte an der Gesamthochschule Kassel und von 1973 bis 2003 als Professor für Mittlere und Neuere Geschichte an der Friedrich-Alexander-Universität Erlangen-Nürnberg.

## Leben und Wirken
Michael Stürmer wurde als Sohn des Komponisten Bruno Stürmer (1892–1958) und dessen Frau Ursula Anna Elfriede Irmgard, geb. Scherbening (1911–1981), einer Geigerin und Musiklehrerin, in Kassel geboren. Sein Vater, Sohn des Freiburger Katastergeometers Friedrich Stürmer (1843–1913), hatte als Kapellmeister und Chordirigent an zahlreichen Opernbühnen gewirkt und während der NS-Zeit im Dienste des Regimes zahlreiche Lieder für NS-Parteiveranstaltungen und Parteiorganisationen wie der Hitlerjugend komponiert. Stürmers Mutter war eine Tochter des Generalmajors und Generalstabschefs der Schutztruppen in Deutsch-Südwestafrika Walter Scherbening (1861–1914).
1956 legte Stürmer sein Abitur am Friedrichsgymnasium Kassel ab und studierte anschließend Geschichte, Philosophie und Sprachen an der London School of Economics and Political Science (u. a. bei Michael Oakeshott), an der Freien Universität Berlin (u. a. bei Gordon A. Craig) und der Philipps-Universität Marburg. 1965 wurde er in Marburg bei Erich Matthias mit einer politikwissenschaftliche und verfassungsgeschichtliche Ansätze verbindenden Studie zum Verhältnis von Koalition und Opposition in der Weimarer Republik promoviert. Anschließend folgte Stürmer seinem Lehrer Matthias als wissenschaftlicher Assistent an die Wirtschaftshochschule Mannheim, wo er seit 1966 seine Habilitationsschrift über Regierung und Reichstag im Bismarckstaat vorbereitete. Daneben brachte Stürmer eine Quellenedition sowie eine Reihe traditionskritischer Aufsätze zur Bismarckschen Politik heraus, die ihn als Kenner und zugleich als Kritiker insbesondere der Bismarckschen Innenpolitik und seiner hohen „Kosten“ auswiesen. Die Habilitation erfolgte schließlich 1971 beim Neuzeithistoriker Helmut Böhme an der Technischen Hochschule Darmstadt, an der Stürmer anschließend auf einer H2-Überleitungsprofessur als Privatdozent lehrte – unterbrochen von einer kurzen Lehrtätigkeit an der University of Sussex 1970/71. 
Zum Wintersemester 1972/73 übernahm Stürmer, dem sozialliberalen Aufbruchsklima dieser Zeit und dem generationsspezifischen Neuansatz der Geschichtswissenschaft als „Historischer Sozialwissenschaft“  nahestehend, die Ordentliche Professur für Neuere Sozialgeschichte an der gerade neu gegründeten Gesamthochschule Kassel. Hier sollte mit dem Kasseler Modell das Muster einer Universität neuen Typs entstehen, deren praxisorientierte und experimentelle Schwerpunktsetzung – so die Überlegung der hessischen Bildungspolitiker und des damaligen hessischen Kultusministers Ludwig von Friedeburg – den interdisziplinären Zusammenschluss unterschiedlicher Fachbereiche (Kunst, Technik sowie gesellschafts- und umweltbezogene Disziplinen) fördern sollte. Die Unzufriedenheit mit den Anlaufschwierigkeiten und grundlegenden konzeptionellen Mängel der neuen Gesamthochschule und der 1972 aufkeimende Streit um die Hessischen Rahmenrichtlinien für Gesellschaftslehre führten schließlich dazu, dass Stürmer nach zwei Semestern einen Ruf an die Universität Erlangen annahm.
Von 1973 bis 2003 war Stürmer Professor für Mittlere und Neuere Geschichte an der Universität Erlangen-Nürnberg. 1976/77 war er Gast an der Harvard University, 1977/78 am Institute for Advanced Study in Princeton, 1983/84 am Centre for International Studies der University of Toronto und 1984/85 an der Sorbonne in Paris sowie wiederholt an der Johns Hopkins School of Advanced International Studies in Bologna. Rufe nach Kiel und Berlin lehnte er ab. Zu seinen akademischen Schülern gehören unter anderem Klaus Jürgen Bade, Eckart Conze, Anselm Doering-Manteuffel, Michael Klein, Dieter Rossmeissl, Rudolf Schlögl, Hans-Ulrich Thamer und Rainer Trübsbach.
Stürmer war maßgeblich beteiligt am Historikerstreit. Er vertrat die von Jürgen Habermas und Martin Broszat abgelehnte These von der Identitätsstiftung durch Geschichte.
Stürmer war von 1980 bis 1986 außenpolitischer Berater von Bundeskanzler Helmut Kohl (CDU). 1984 wurde er in den Vorstand der Konrad-Adenauer-Stiftung berufen. Von 1985 bis 1987 war Stürmer Mitglied des Gründungsausschusses der Akademie der Wissenschaften zu Berlin. Von 1988 bis 1998 war er Direktor der Stiftung Wissenschaft und Politik, damals Forschungsinstitut für Internationale Politik und Sicherheit in Schäftlarn-Ebenhausen. 1999/2000 war er Fellow des Wissenschaftskollegs zu Berlin. Er war Mitglied der Vereinigung für Verfassungsgeschichte.
Von 1984 bis 1994 war Stürmer Leitartikler der Frankfurter Allgemeinen Zeitung. Von 1994 bis 1998 war er für die Neue Zürcher Zeitung als Gastkolumnist tätig. Seit September 1998 ist er Chefkorrespondent der Welt und der Welt am Sonntag. Außerdem ist er Autor von Beiträgen im Deutschlandfunk für Deutschlandradio Kultur.
Stürmer war zweimal verheiratet, u. a. mit der israelischen Repräsentantin der Hebräischen Universität Jerusalem in Berlin, Dorit Brandwein-Stürmer, und ist Vater von vier Kindern.

## Rezeption
In der Untersuchung von Uwe Krüger zum Einfluss von Eliten auf Leitmedien wird Michael Stürmer zu den am stärksten mit den sogenannten Eliten vernetzten Journalisten gerechnet. Besonders in den Themenfeldern Sicherheit, Verteidigung und Auslandseinsätze der Bundeswehr zeige sich, dass er in seinen Artikeln den Diskurs der Eliten abbilde, deren Argumente verbreite und für mehr militärisches Engagement werbe. Das vermittelte Bild von Bedrohungen und Konflikten entspreche offiziellen militärpolitischen Doktrinen. Techniken der Propaganda würden zu seiner Verbreitung eingesetzt.

## Auszeichnungen
- Offizier der Ehrenlegion
- 2013: Bundesverdienstkreuz am Bande

## Schriften (Auswahl)
- Koalition und Opposition in der Weimarer Republik. 1924–1928 (= Beiträge zur Geschichte des Parlamentarismus und der politischen Parteien, Bd. 36). Droste, Düsseldorf 1967 (Zugl.: Marburg, Univ., Diss., 1965).
- Bismarck und die preußisch-deutsche Politik 1871–1890. dtv, München 1970.
- Regierung und Reichstag im Bismarckstaat 1871–1880: Cäsarismus oder Parlamentarismus (= Beiträge zur Geschichte des Parlamentarismus und der politischen Parteien, Bd. 54). Droste, Düsseldorf 1974 (Zugl.: Darmstadt, Techn. Hochschule, Habil.-Schr., 1971).
- als Herausgeber: Das kaiserliche Deutschland. Politik und Gesellschaft 1870–1918. Droste, Düsseldorf 1970.
- Das ruhelose Reich. Deutschland 1866–1918. Siedler, Berlin 1983, ISBN 978-3-88680-051-3.
- Die Grenzen der Macht. Begegnung der Deutschen mit der Geschichte. Siedler, Berlin 1992, ISBN 3-88680-134-9 (Essay; mit einer Auflistung der zitierten und weiterführenden Literatur und einem Bildverzeichnis).
- Die Kunst des Gleichgewichts. Propyläen, Berlin 2001, ISBN 3-54907-138-8.
- The German Century. Weidenfeld and Nicolson, London 1999.
  - Das Jahrhundert der Deutschen. Goldmann, München 2002, ISBN 3-44215-145-7.
- Welt ohne Weltordnung. Wer wird die Erde erben? Murmann, Hamburg 2006, ISBN 3-938017-61-9.
- Russland. Das Land, das aus der Kälte kommt. Murmann, Hamburg 2008, ISBN 978-3-86774-042-5.